# Carjack Chiraq
 (août 2023).
 (août 2023).
La mise en forme du texte ne suit pas les recommandations de Wikipédia : il faut le « wikifier ».
Les points d'amélioration suivants sont les cas les plus fréquents. Le détail des points à revoir est peut-être précisé sur la page de discussion.
- Les titres sont pré-formatés par le logiciel. Ils ne sont ni en capitales, ni en gras.
- Le texte ne doit pas être écrit en capitales (les noms de famille non plus), ni en gras, ni en italique, ni en « petit »…
- Le gras n'est utilisé que pour surligner le titre de l'article dans l'introduction, une seule fois.
- L'italique est rarement utilisé : mots en langue étrangère, titres d'œuvres, noms de bateaux, etc.
- Les citations ne sont pas en italique mais en corps de texte normal. Elles sont entourées par des guillemets français : « et ».
- Les listes à puces sont à éviter, des paragraphes rédigés étant largement préférés. Les tableaux sont à réserver à la présentation de données structurées (résultats, etc.).
- Les appels de note de bas de page (petits chiffres en exposant, introduits par l'outil «  Source ») sont à placer entre la fin de phrase et le point final[comme ça].
- Les liens internes (vers d'autres articles de Wikipédia) sont à choisir avec parcimonie. Créez des liens vers des articles approfondissant le sujet. Les termes génériques sans rapport avec le sujet sont à éviter, ainsi que les répétitions de liens vers un même terme.
- Les liens externes sont à placer uniquement dans une section « Liens externes », à la fin de l'article. Ces liens sont à choisir avec parcimonie suivant les règles définies. Si un lien sert de source à l'article, son insertion dans le texte est à faire par les notes de bas de page.
- La présentation des références doit suivre les conventions bibliographiques. Il est recommandé d'utiliser les modèles {{Ouvrage}}, {{Chapitre}}, {{Article}}, {{Lien web}} et/ou {{Bibliographie}}. Le mode d'édition visuel peut mettre en forme automatiquement les références.
- Insérer une infobox (cadre d'informations à droite) n'est pas obligatoire pour parachever la mise en page.

Pour une aide détaillée, merci de consulter Aide:Wikification.
Si vous pensez que ces points ont été résolus, vous pouvez retirer ce bandeau et améliorer la mise en forme d'un autre article.
Singles de Niska
Charlie Delta Charlie
(2015) Mama
(2015)
Carjack Chiraq est une chanson du rappeur français Niska, en collaboration avec le groupe XVBARBAR et La B. Publié exclusivement sur YouTube, il est l'un des premiers du rappeur d'Évry à connaître le succès. Avec plus de 33 millions de vues en 2023, il se positionne comme la vidéo la plus visionnée de XVBARBAR et la deuxième la plus visionnée de La B.

## Genèse
Lors de la sortie du morceau, Niska a déjà connu quelques succès avec Allo Maître Simonard et Charlie Delta Charlie. XVBARBAR s'est fait connaître un an plus tôt grâce à l'EP Instinct Animal. Niska annonce la sortie de la chanson quatre jours avant sa parution, suscitant ainsi la surprise.
Le titre de la chanson fait référence à la ville de Chicago, surnommée « Chiraq » en raison de son taux de criminalité élevé. Ce terme s'est répandu dans la scène drill, représentée par Chief Keef ou Fredo Santana, dont s'inspirent les participants à ce morceau.

## Réception
La chanson a eu un impact dans l'univers de la trap française[source secondaire nécessaire]. Le média Booska-P commente :« Après des jours et des jours d'attente, les jeunes rappeurs pleins d'énergie ont mis fin au suspense en dévoilant les images inédites de leur collaboration sur la toile. Les protagonistes se sont retrouvés dans les rues de Paris ainsi que dans un appartement. Résultat : une ambiance festive, un clip efficace (réalisé par William Thomas et Bastos Prod) et un titre percutant. »
Le journaliste Yerim Sar, pour Topito, a classé la phrase « L'État, on vole ta caisse, Carjack Chiraq. » parmi les 14 meilleures punchlines sur Jacques Chirac.